# Eduard Daege
Eduard Wilhelm Daege (né le 10 avril 1805 à Berlin, mort le 6 juin 1883 dans la même ville) est un peintre prussien.

## Biographie
Eduard Daege étudie en 1820 à l'académie des arts de Berlin auprès de Johann Gottfried Niedlich et en 1823 dans l'atelier de Karl Wilhelm Wach. Sans doute participe-t-il à la décoration par Karl Friedrich Schinkel du Konzerthaus de Berlin. Avec Karl Eduard Biermann, il fait un voyage en 1832 et 1833 à Rome et à Naples.
En 1835, il devient membre de l'académie de Berlin puis enseignant en 1838. Nommé professeur en 1840, il peint des fresques au Neues Museum et dans la chapelle du château de Berlin. De 1861 à 1874, il est directeur de l'académie de Berlin et également de la Nationalgalerie qui vient d'ouvrir.